# Andrena cubiceps
Andrena cubiceps là một loài Hymenoptera trong họ Andrenidae. Loài này được Friese mô tả khoa học năm 1914.